# Canyon Ceman
Canyon Ceman (ur. 29 czerwca 1972 w Hermosa Beach) – amerykański siatkarz plażowy. Wraz z Michaelem Whitmarshem zdobył srebrny medal na Mistrzostwach Świata w 1997. Pracował również jako dyrektor ds. rozwoju talentów w profesjonalnej firmie WWE. Po zakończeniu kariery zawodnika został dyrektorem finansowym AVP do czasu jego zamknięcia. 
W marcu 2012 rozpoczął pracę jako starszy dyrektor ds. rozwoju talentu w WWE. W ramach swojej pracy nadzorował program rozwojowy NXT i wyszukiwał talenty sportowe podczas imprez, w tym zawodów NCAA Wrestling i World's Strongest Man. 23 lipca 2021 poinformowano, że Ceman został zwolniony z WWE, kończąc swoją dziewięcioletnią kadencję w firmie.